# SS-Polizei-Regiment 28 Todt
Das (SS-)Polizei-Regiment 28 Todt war eine militärische Einheit der Ordnungspolizei im nationalsozialistischen Deutschland, die zuerst 1942 als Polizei-Regiment 28 aufgestellt wurde, noch im selben Jahr den Namen Polizei-Regiment 28 Todt erhielt und im Zweiten Weltkrieg eingesetzt war. Durch Umbenennung wurde der Verband 1943 zum SS-Polizei-Regiment 28.

## Polizei-Regiment 28
Im Juli 1942 wurde in Norwegen das Polizei-Regiment 28 gebildet. Bei Aufstellung wurden das Polizei-Bataillon 252 und das Polizei-Bataillon 253 als I. und II. Bataillon dem Polizei-Regiment 28 unterstellt. Als III. Bataillon kam das Polizei-Bataillon 313 hinzu.
Es folgten viele Neuorganisationen, beginnend bereits mit der Abgabe des Polizei-Bataillons 313 als neues III. Bataillon/ Polizei-Regiment 14 um Ende Juli/August 1942. Schon kurze Zeit später wurde das I. Bataillon (252) das neue III. Bataillon Polizei-Regiment 17 und das II. Bataillon wurde zum neuen I. Bataillon/ Polizei-Regiment 15.
Ohne unterstellte Einheiten wurde das Regiment gestrichen.

## Polizei-Regiment 28 Todt
Im November 1942 erfolgte eine Neuaufstellung des Verbandes als Polizei-Regiment 28 Todt, wobei jedoch der Regimentsstab erst am 28. März 1943 gebildet wurde. Dem neuen Verband wurden das Polizei-Bataillon 62 und Polizei-Bataillon 69 als I. und II. Bataillon zugeordnet. Das III. Bataillon unter Heranziehung der 4. Kompanie/ Polizei-Bataillon 62 und der Polizei-Sonder-Kompanie Todt gebildet. Der Namenszusatz verweist auf den 1942 verunglückten Fritz Todt, Reichsminister für Bewaffnung und Munition. 

## SS-Polizei-Regiment 28 Todt
Durch die Umbenennung aller Polizei-Regimenter am 24. Februar 1943 wurde die strukturelle Zugehörigkeit der Polizei-Verbände zur SS erkennbar gemacht. 
Im August 1943 wurde das Regiment in Frankreich zusammengeführt.
Im Februar 1944 wurde der gesamte Verband nach Slowenien verlegt. In diesem Einsatzraum verblieb der Verband bis zum Rückzug aus diesem Gebiet 1945.